# Farningham
Farningham – wieś w Anglii, w hrabstwie Kent, w dystrykcie Sevenoaks. Leży nad rzeką Darent, 25 km na północny zachód od miasta Maidstone i 28 km na południowy wschód od centrum Londynu. W 2001 miejscowość liczyła 1289 mieszkańców.